# 程氏 (武昌县君)
程氏（?—?），唐朝女性人物，衡方厚之妻。
太和年间，衡方厚任邕州都督府录事参军，招讨使董昌龄治理无方，衡方厚多次和他争论，董昌龄大怒，将要把他抓起来，衡方厚以病辞官，董昌龄还是不依不饶，衡方厚于是假死躺在棺中。董昌龄知道后，盖棺非常牢固。衡方厚用手挠棺，最后憋死。程氏没有力量使丈夫得免一死，于是抑止住悲哀，就像没有冤恨。董昌龄不再疑虑，任其归葬。程氏于是得以步行至长安，在右银台门割下耳朵，上告夫被杀之冤。御史台审问，得实，谏官也有章疏，最后董昌龄被贬逐。程氏，開成元年，唐文宗封程氏为武昌县君，赐一子九品正员官。